# Utetheisa ornatrix

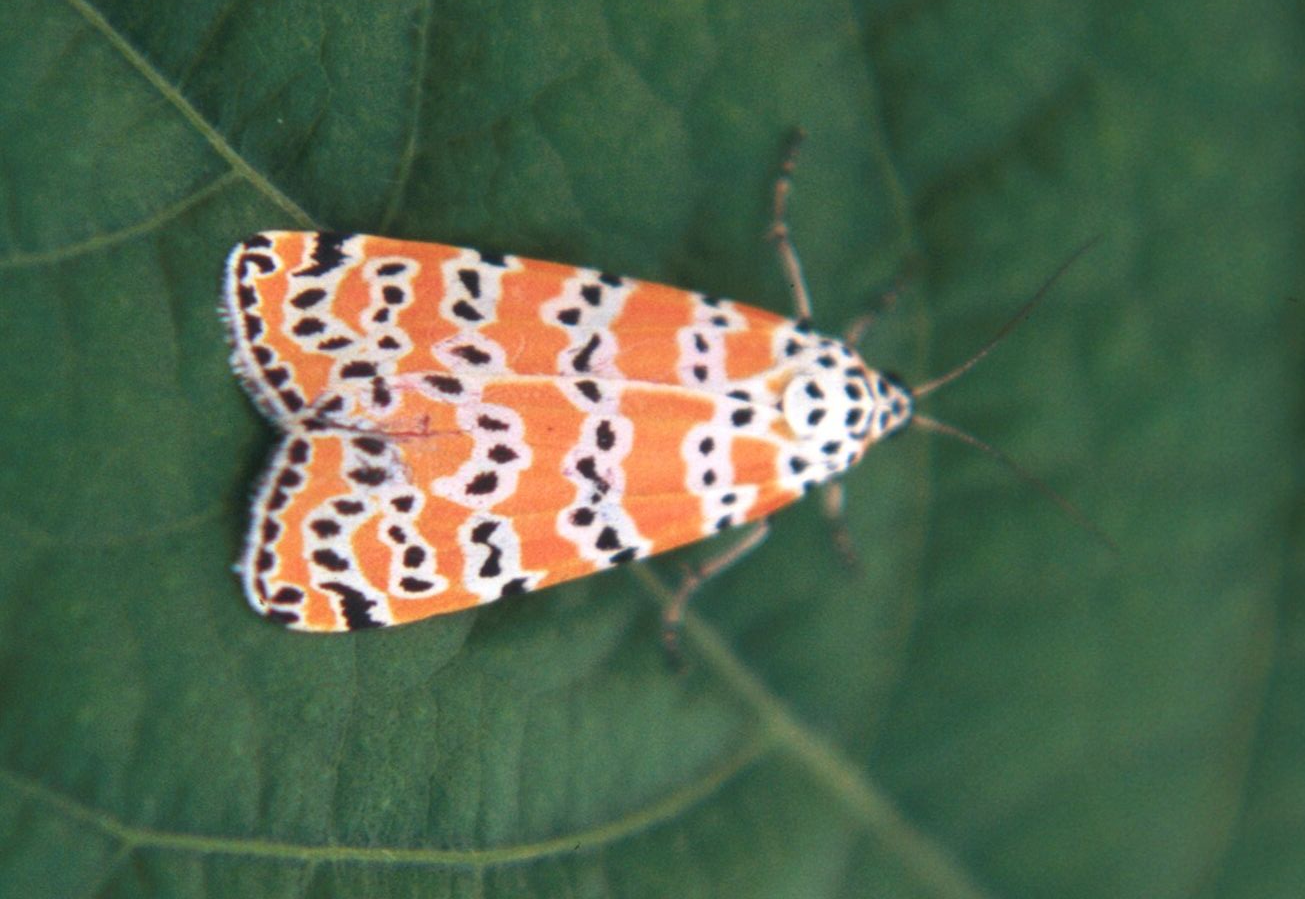
Falter von Utetheisa ornatrix
in Ruhestellung

Utetheisa ornatrix ist ein Nachtfalter aus der Unterfamilie der Bärenspinner (Arctiinae).

## Merkmale

### Falter
Die Flügelspannweite der Falter beträgt 30 bis 44 Millimeter. Sie sind sehr auffällig gefärbt und variieren farblich stark. Die schmalen Vorderflügel sind weißrosa bis leuchtend rot und zeigen weißliche Querbinden, in denen sich schwarze Punkte befinden. Die Hinterflügel sind großflächig weiß bis kräftig rot und zeigen einen dünnen schwarzen Saum sowie einzelne kleine graue oder schwarze Flecke nahe dem Vorderrand. Kopf und Thorax sind weißlich und mit schwarzen Punkten versehen. Der Hinterleib hat eine weißgraue Farbe.

### Ei, Raupe, Puppe
Das kugelförmige Ei ist weißlich bis gelblich gefärbt.
Erwachsene Raupen werden bis zu 35 Millimeter lang, sind orange bis braun gefärbt und zeigen schwarze Querstreifen auf jedem Segment. 
Die Puppe hat eine glänzend schwarzbraune Farbe und ist mit einigen unregelmäßigen orange Querstreifen versehen.

## Geographische Verbreitung
Die Art kommt in Nord-, Mittel- und Südamerika vor.

Retronecin, der Grundkörper („Necin“), von dem die meisten Pyrrolizidinalkaloide durch Veresterung der beiden Hydroxygruppen abstammen.

## Lebensweise
Utetheisa ornatrix bildet je nach Vorkommen eine oder zwei Generationen im Jahr, zuweilen auch Generationen in kontinuierlicher Folge. Die Falter fliegen am Tag und in der Nacht. In Ruhestellung legen sie die Flügel in Form einer Pfeilspitze eng aneinander. Die Eier werden in  Gruppen auf den Blättern der Wirtspflanze abgelegt. Hauptfutterpflanzen der Raupen sind Crotalaria-Arten sowie Farnmyrte (Comptonia peregrina). Junge Raupen ernähren sich zunächst von den Blättern, später von den Früchten der Pflanzen. Eine Besonderheit ist hierbei, dass die Raupen aus den Futterpflanzen auch giftige Stoffe aufnehmen und speichern. Es handelt sich dabei um Pyrrolizidinalkaloide. Dadurch werden sie für potentielle Fressfeinde ungenießbar und sind vor diesen geschützt. Es ist beobachtet worden, wie Bärenspinner der Art Utetheisa ornatrix, die in Spinnennetzen gefangen wurden, durch die Spinne wieder freigeschnitten wurden. Zuweilen wurde bei den Raupen auch Kannibalismus beobachtet, insbesondere dann, wenn ältere Raupen noch Bedarf an Pyrrolizidinalkaloiden haben.

### Systematik
Carl von Linné beschrieb zwei Arten, die blass gefärbte Phalaena ornatrix und die kräftiger gefärbte Phalaena bella. Hübner gab der Gattung später den Namen Utetheisa. Neuere Untersuchungen von Lafontaine et al. und DaCosta führen nur noch Utetheisa ornatrix als eigenständige Art.